# 凯尔西地区皮加亚尔
凯尔西地区皮加亚尔（法語：Puygaillard-de-Quercy，法語發音：[pɥiɡajaʁ də kɛʁsi]）是法国奧克西塔尼大區塔恩-加龙省的一个市镇，属于蒙托邦区。

## 地理
凯尔西地区皮加亚尔（44°1'22"N, 1°38'29"E）面积17.4 平方千米，位于法国奧克西塔尼大區塔恩-加龙省，该省份为法国西南部内陆省份，北起顺时针与洛特省、阿韦龙省、塔恩省、上加龙省、热尔省和洛特-加龙省接壤。
与凯尔西地区皮加亚尔接壤的市镇（或旧市镇、城区）包括：拉罗克、皮塞尔西、布吕尼凯勒、凯尔西地区蒙克拉尔、瓦伊萨克、内格勒珀利斯。
凯尔西地区皮加亚尔的时区为UTC+01:00、UTC+02:00（夏令时）。

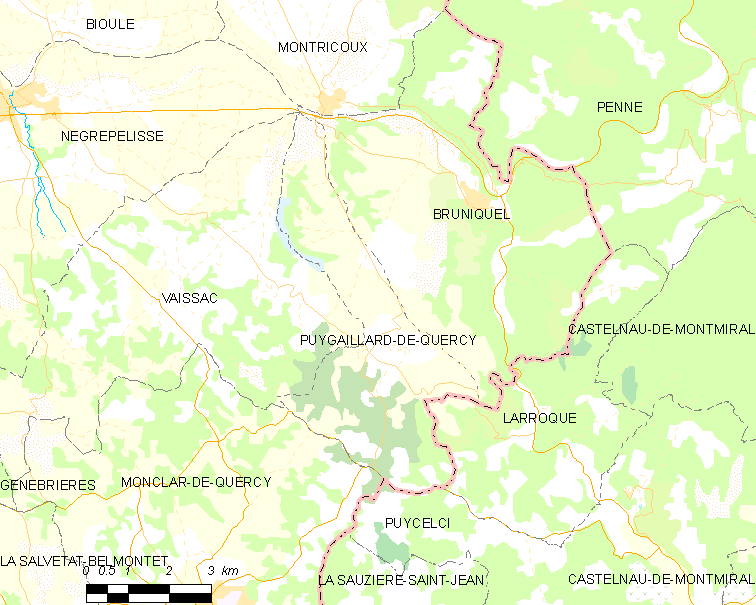
凯尔西地区皮加亚尔的OSM定位图

## 行政
凯尔西地区皮加亚尔的邮政编码为82800，INSEE市镇编码为82145。

## 政治
凯尔西地区皮加亚尔所属的省级选区为塔恩-泰斯库-绿色凯尔西县。

## 人口

1962-2008年间凯尔西地区皮加亚尔人口变化图示

凯尔西地区皮加亚尔于2022年1月1日时的人口数量为379人。